# Pteropathes
Pteropathes is een geslacht van neteldieren uit de klasse van de Anthozoa (bloemdieren).

## Soort
- Pteropathes fragilis Brook, 1889